# Пальмовые ворота
Пальмовые ворота — монументальные ворота в стене, окружавшей город Бадахос, расположенные перед Пальмовым мостом. Его строительство было завершено в 1551 году. Этот памятник является одним из немногих остатков укрепленного города. Они состоят из двух цилиндрических башен, расположенных по бокам арки проезда, с внешним оформлением в стиле Ренессанса. Долгое время он также служил укрепленным пунктом въезда в город. 
В 1933 году был одобрен снос некоторых участков стены, окружавшей ворота, чтобы обеспечить естественный рост города, хотя этот снос затронул только стену, которая находилась между старым бастионом Сан-Хуан и бастионом Сантьяго.  Это решение, наряду с расширением моста Пальмас, позволила соединить город с железнодорожной станцией, которая работала с 1863 года. Хотя ворота являются символом города, только в 1948 году было запрещено размещать плакаты на их фасаде. 

## Описание и реставрация

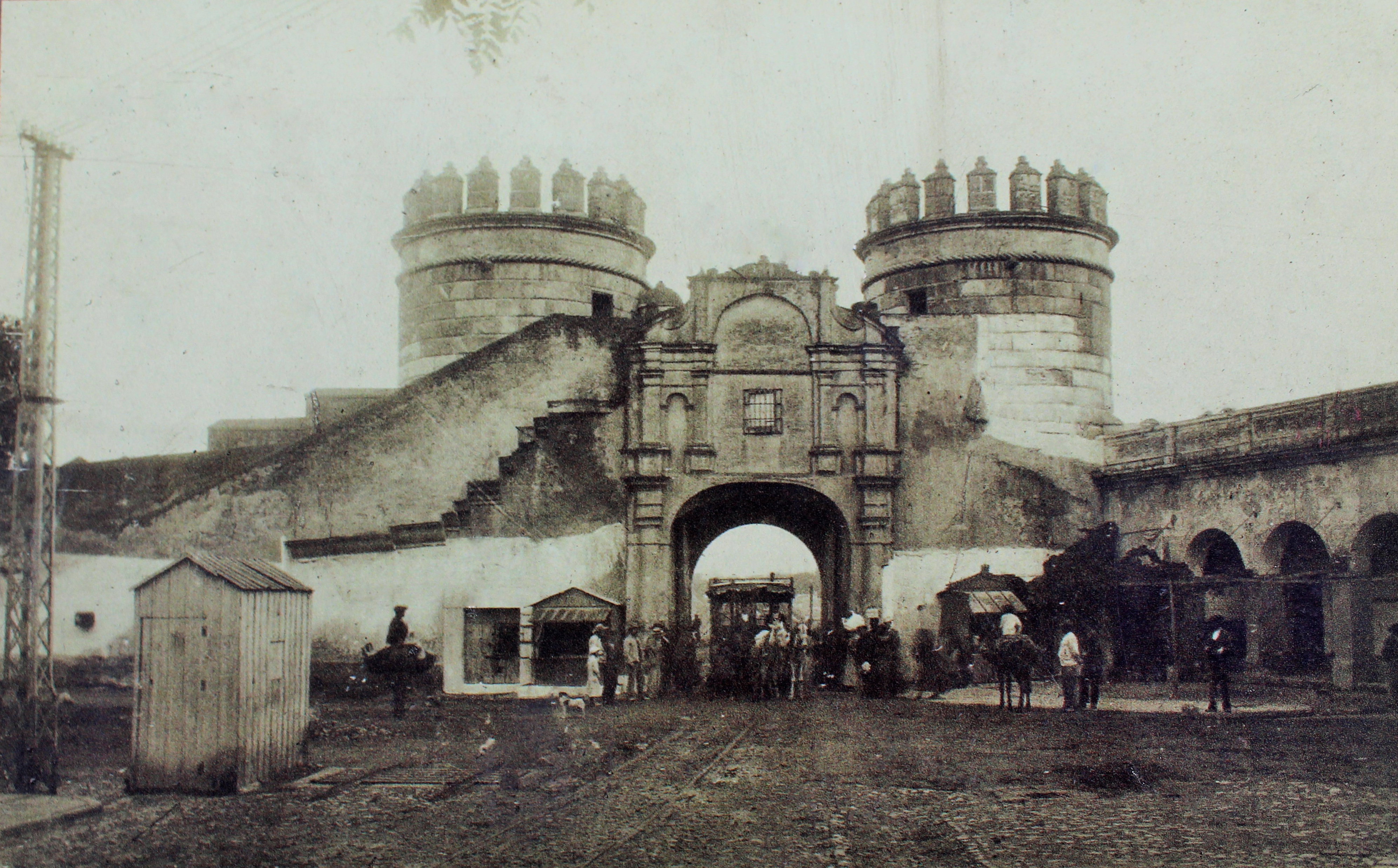
Пальмовые ворота в 1903 году.

Пальмовые ворота, как и другие подобные ворота, не только выполняют оборонительную функцию и служат средством контроля доступа, но и служат символической триумфальной аркой в честь правителей и королей того времени. В стиле Ренессанса они имитируют триумфальные арки римской цивилизации. Он состоит из памятной арки и двух массивных цилиндрических башен. На внешнем фасаде расположена полукруглая арка, украшенная гербом Карла V. На внутреннем фасаде находится часовня, посвященная Богоматери Ангелов. Башни служили королевской тюрьмой до конца XIX в.
В 1960 году здание было отреставрировано муниципальным архитектором и искусствоведом Франсиско Вакой Моралесом, который затем поручил художнику и скульптору Гильермо Силвейре создать скульптуру Богоматери Ангелов, а также два боковых барельефа, которые с тех пор находятся в центральной часовне здания

## История
Стена, примыкающая к воротам, имела очень важное значение с точки зрения соперничества с соседней Португалией. В XVII в., с восстанием Португалии и обретением ею независимости (1668 г.), в Бадахосе велись многочисленные военные действия. Эти события вновь вызвали нужду к строительству и реконструкции этой стены. Новая оборонительная система не затронула Пальмовые ворота, оставив их нетронутыми, хотя и устранила затапливаемые рвы.

## Галерея

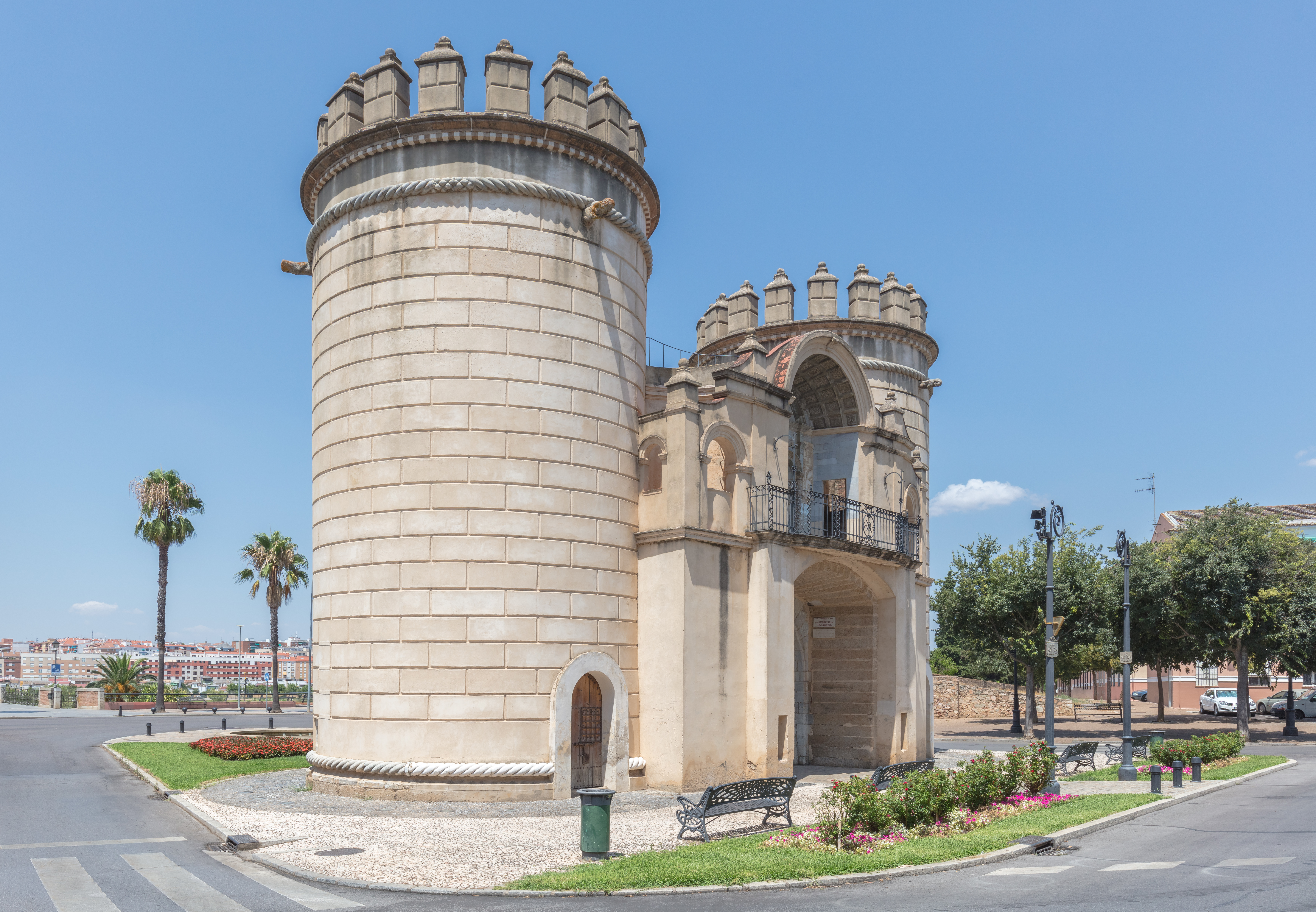
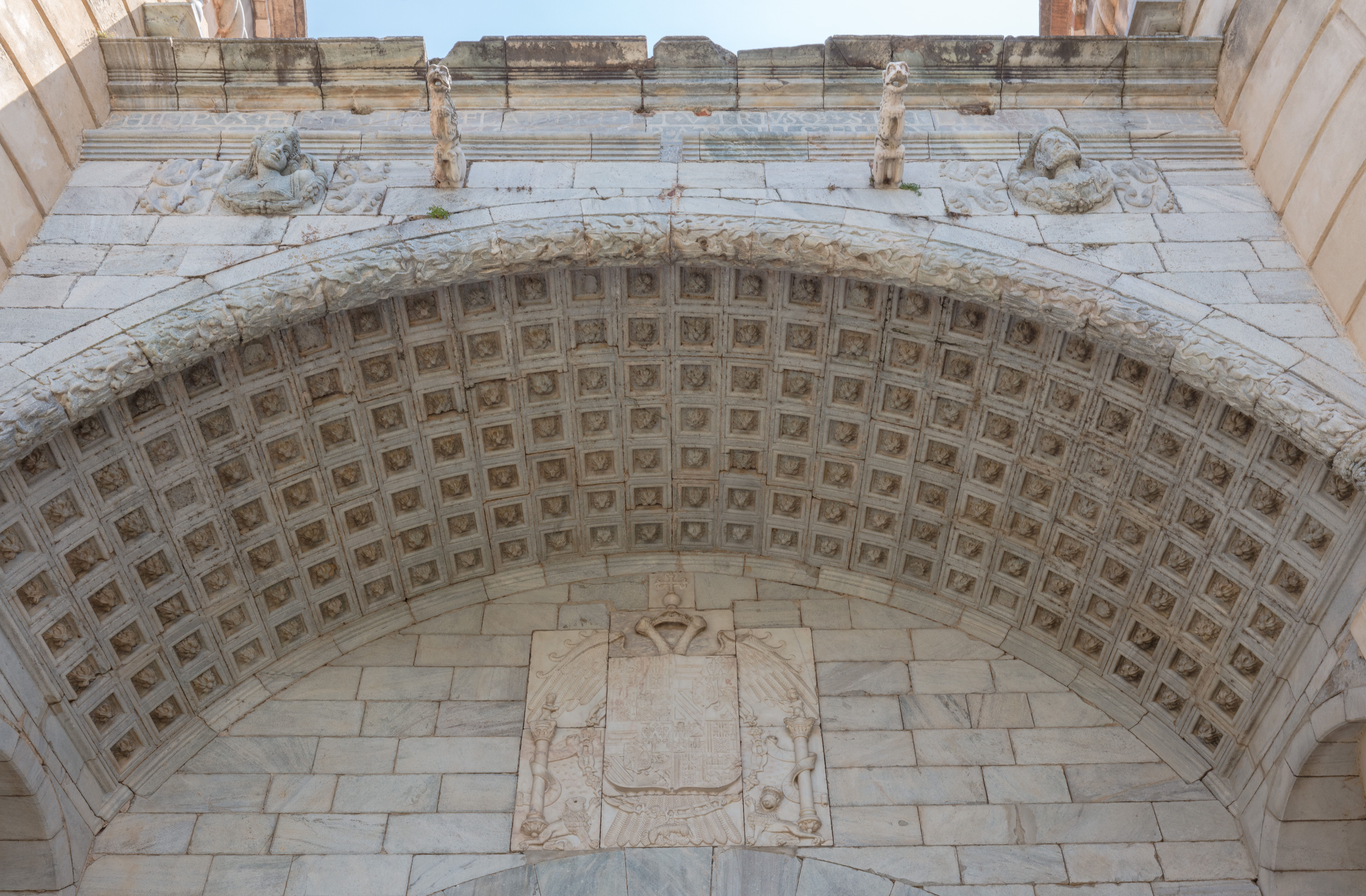
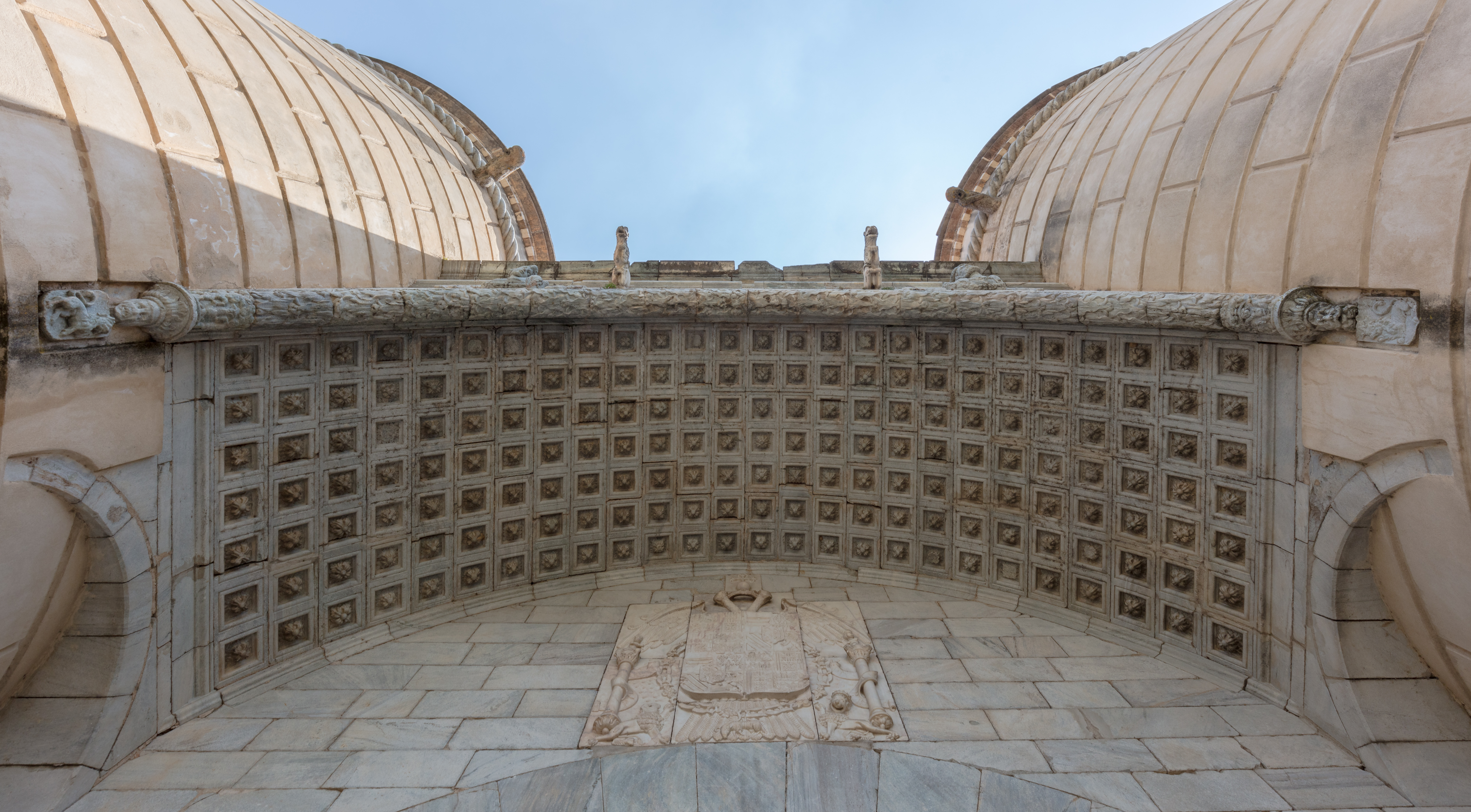
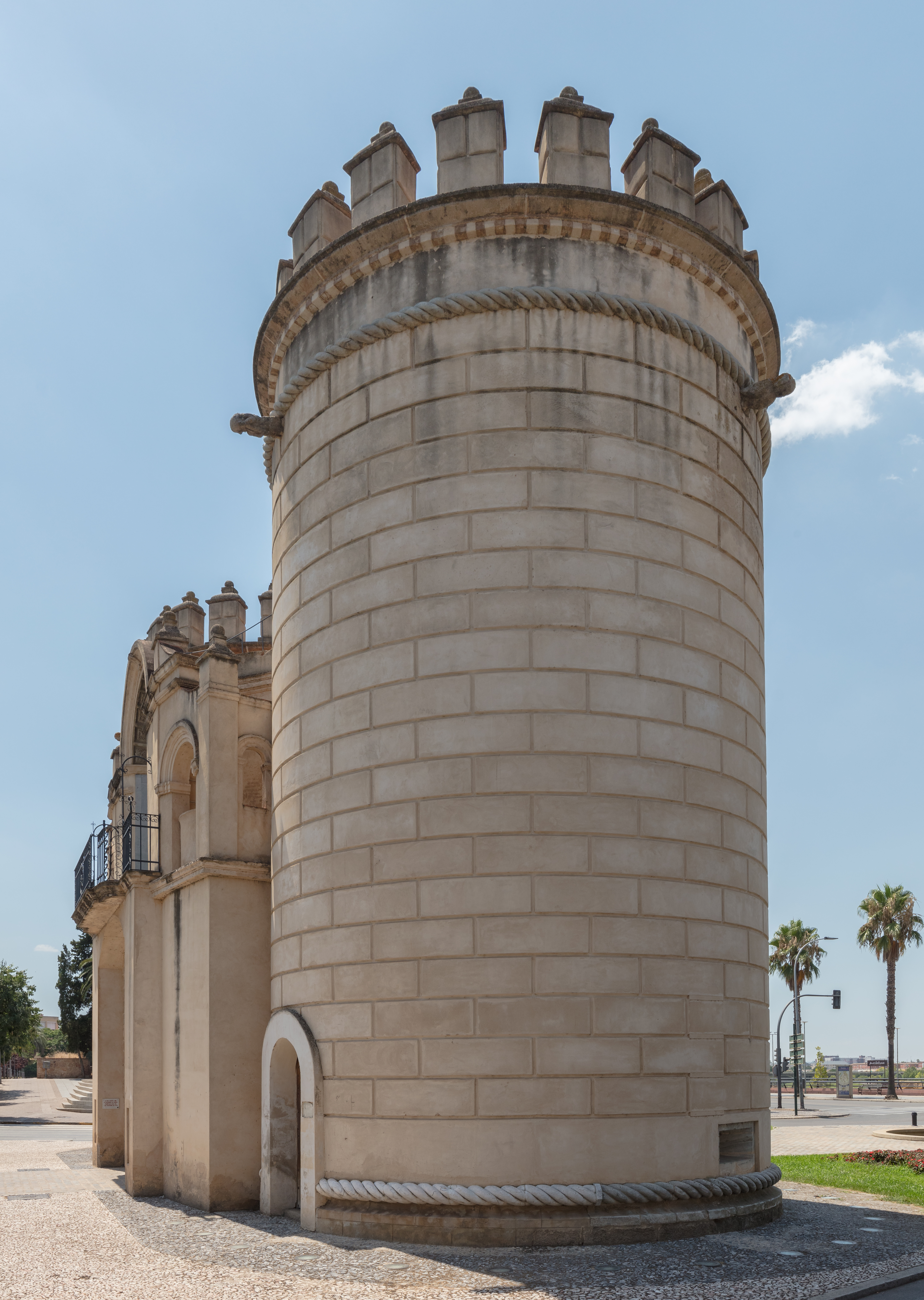
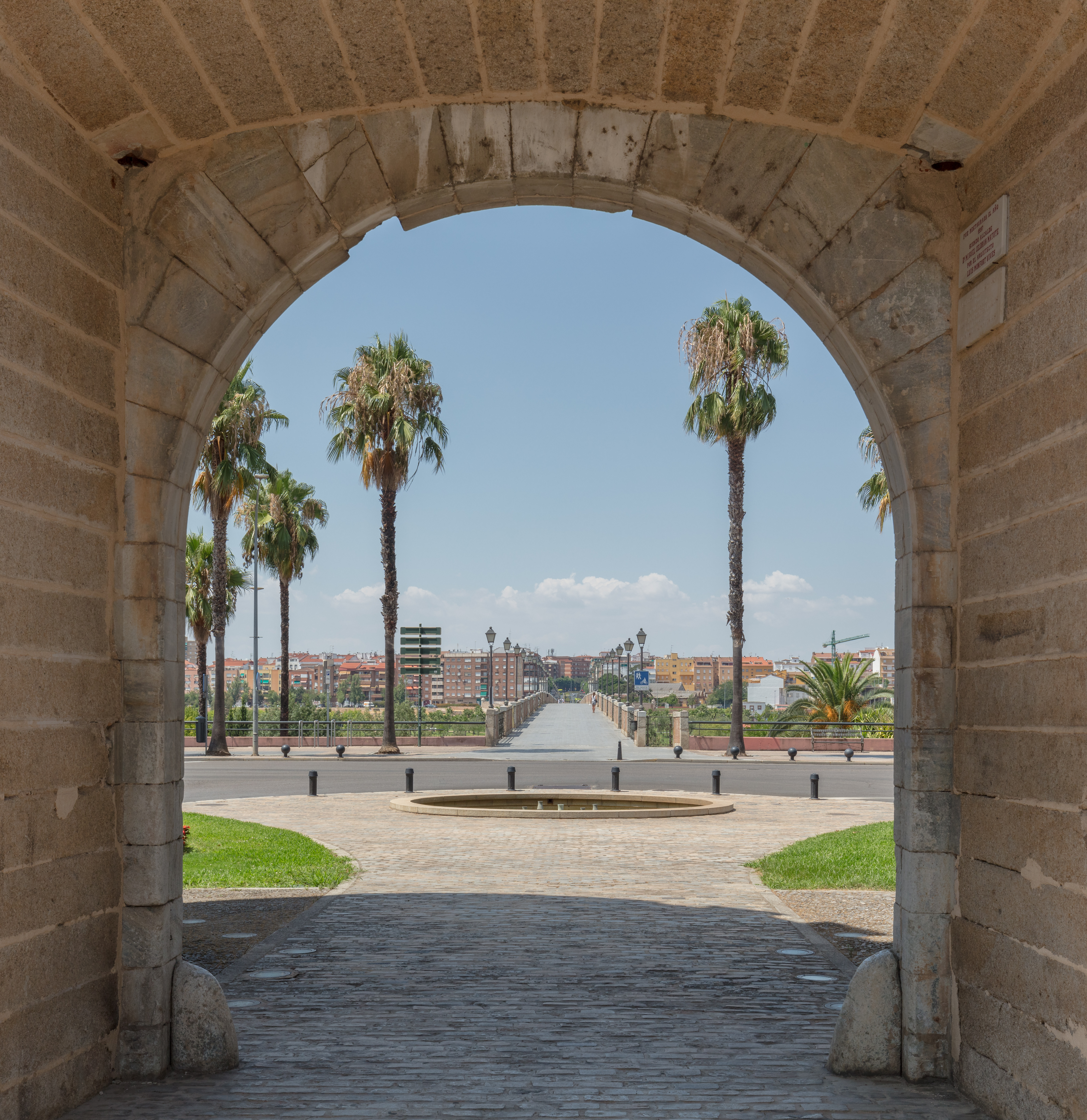
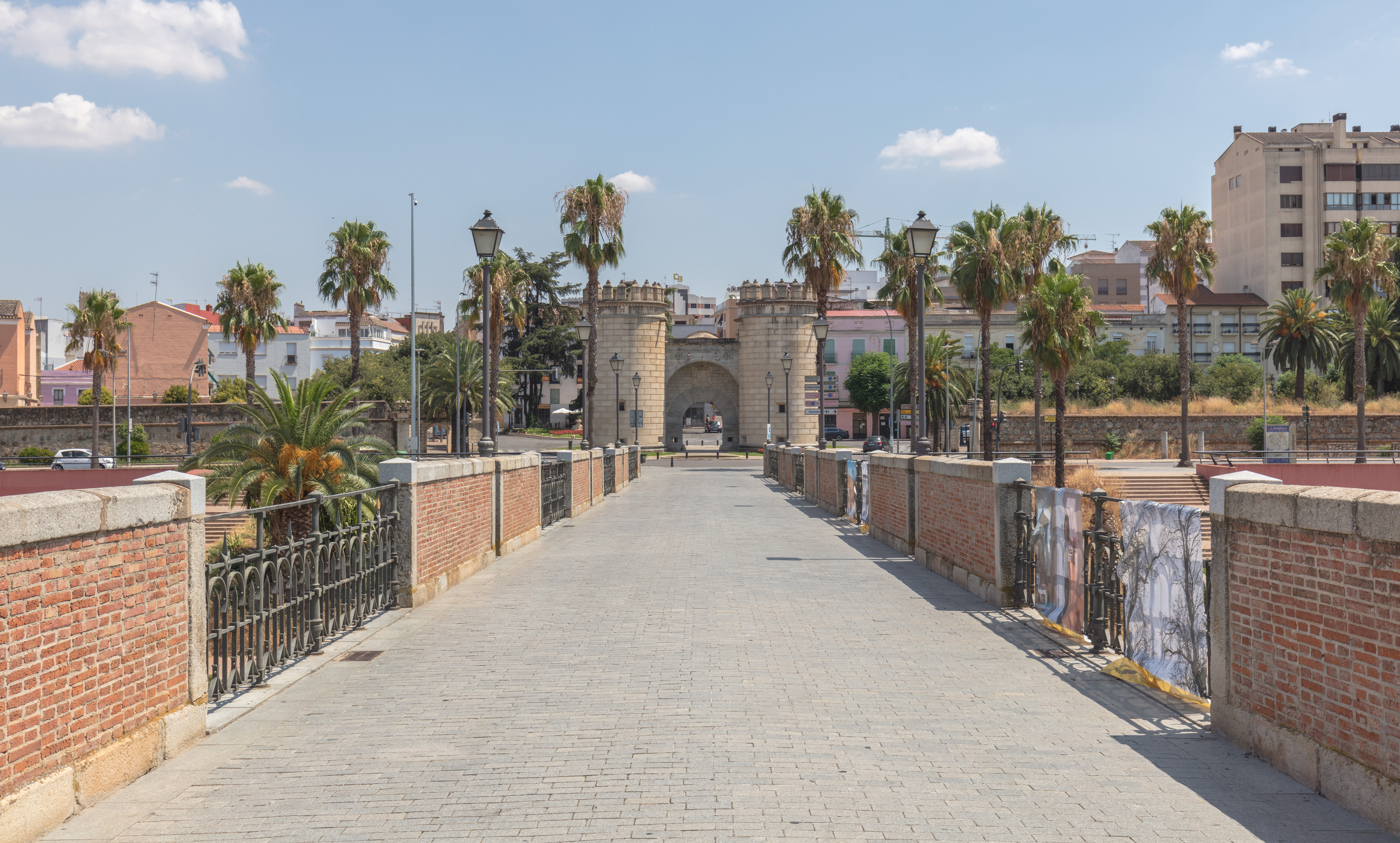
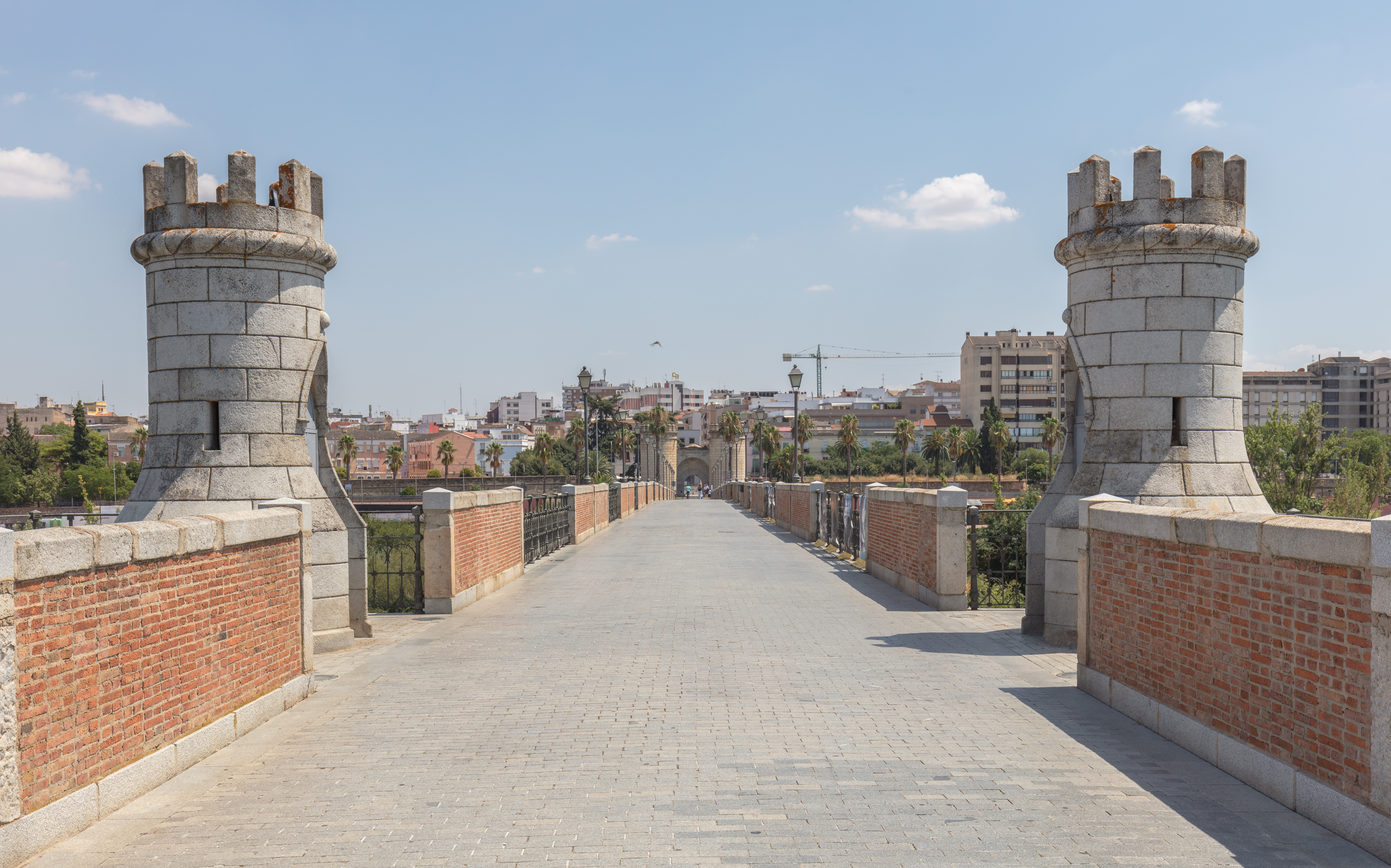

## Внешние ссылки
- Ворота Пальмас, ратуша Бадахоса.